# Beemdooievaarsbek
De beemdooievaarsbek (Geranium pratense) is een vaste plant uit de ooievaarsbekfamilie (Geraniaceae). De plant komt van nature voor in West-Europa en in Azië, waar het verspreidingsgebied loopt tot West-China.
De plant wordt tot 90 cm hoog. De bloemen zijn meestal paarsblauw, maar kunnen variëren via roze naar wit. Deze worden wel onderscheiden naar:
- Geranium pratense (wild, paars/blauw)
- Geranium pratense f. albiflorum (witte bloemen)
- Geranium pratense 'Striatum' (cultivar, wit met blauwe vlekken)

De bloemen hebben donkergekleurde, straalvormige aders. Honingbijen vinden hierlangs de weg naar de nectar.

## Ecologie

### Fauna
De plant is drachtplant voor honingbijen, hommels, solitaire bijen en vlinders.

### Plantensociologie
Beemdooievaarsbek is een indicatorsoort voor het mesofiel hooiland (hu) subtype Glanshavergrasland, een karteringseenheid in de Biologische Waarderingskaart (BWK) van Vlaanderen en het Brussels Hoofdstedelijk Gewest.

## Gebruik
In België en Nederland komt de plant redelijk veel in het wild voor en wordt incidenteel als tuinplant gekweekt.
| Beemdooievaarsbek plant | Beemdooievaarsbek plant    |
| Beemdooievaarsbek bloem | Beemdooievaarsbek close up |